# Седерберг

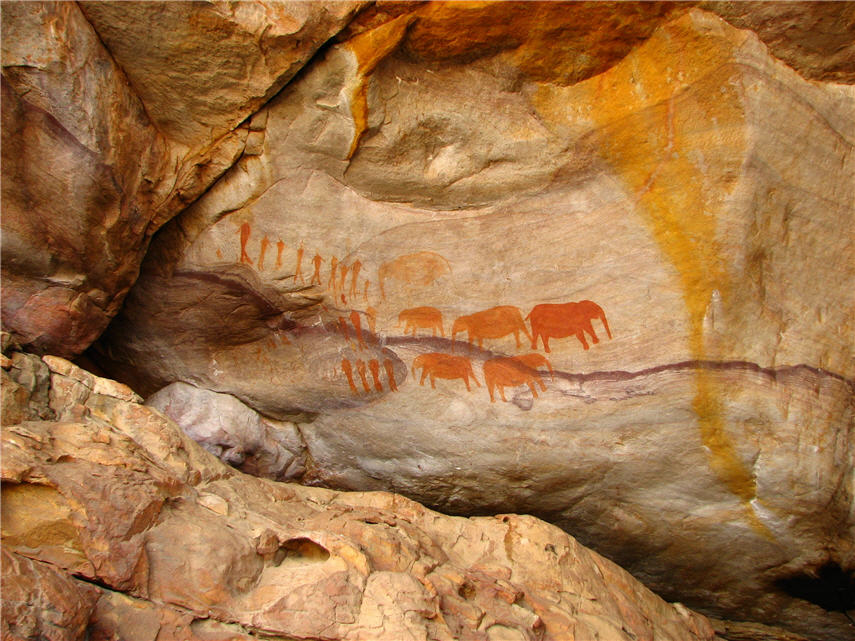
Наскельні розписи в печері Stadsaal-grot.

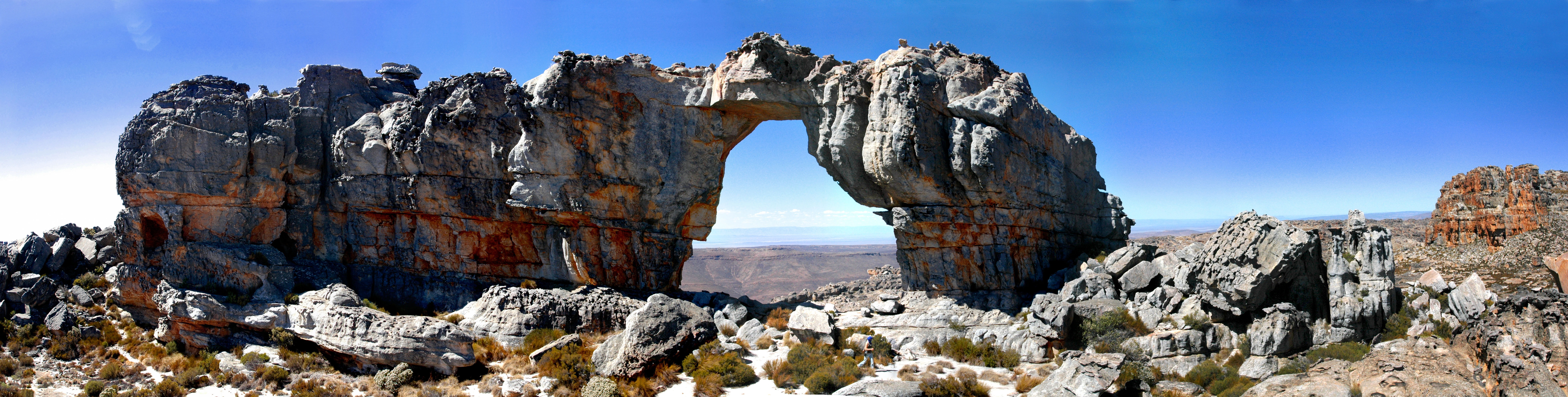
Кам'яна арка Wolfberg-boog

Седерберг (Cederberg mountains, кедрові гори) - гірський масив, переважно з пісковика за 200 км на північ від міста Капстад (ПАР).
Серед найвищих вершин — Sneeuberg (2028 м) і Tafelberg (1969 м). Tafelberg (на африкаанс — "Столова гора") не слід плутати зі Столовою горою в Кейптауні.
В горах є печера Stadsaal-grot з цікавими наскельними розписами і природний об'єкт кам'яна арка Wolfberg-boog.
Гори Седерберг також знамениті своїми весняними (серпень-вересень) квітковими луками і різноманіттям флори.
Ройбуш зростає виключно тут.